# Fairview-Ferndale
Fairview-Ferndale és una concentració de població designada pel cens dels Estats Units a l'estat de Pennsilvània. Segons el cens del 2000 tenia 2.411 habitants.

## Demografia
Segons el cens del 2000, Fairview-Ferndale tenia 2.411 habitants, 1.040 habitatges, i 674 famílies. La densitat de població era de 1.023 habitants per quilòmetre quadrat.
Dels 1.040 habitatges en un 22,7% hi vivien nens de menys de 18 anys, en un 48,3% hi vivien parelles casades, en un 11,3% dones solteres, i en un 35,1% no eren unitats familiars. En el 31,6% dels habitatges hi vivien persones soles el 17,4% de les quals corresponia a persones de 65 anys o més que vivien soles. El nombre mitjà de persones vivint en cada habitatge era de 2,29 i el nombre mitjà de persones que vivien en cada família era de 2,83.
Per edats la població es repartia de la següent manera: un 18,8% tenia menys de 18 anys, un 7,5% entre 18 i 24, un 26,5% entre 25 i 44, un 24,1% de 45 a 60 i un 23,2% 65 anys o més.
L'edat mediana era de 43 anys. Per cada 100 dones de 18 o més anys hi havia 89,5 homes.
La renda mediana per habitatge era de 27.219 $ i la renda mediana per família de 34.976 $. Els homes tenien una renda mediana de 27.850 $ mentre que les dones 18.924 $. La renda per capita de la població era de 15.400 $. Entorn del 10,3% de les famílies i el 12,8% de la població estaven per davall del llindar de pobresa.

## Poblacions més properes
El següent diagrama mostra les poblacions més properes.